# Cymbasoma filogranarum
Cymbasoma filogranarum är en kräftdjursart som först beskrevs av Malaquin 1896.  Cymbasoma filogranarum ingår i släktet Thaumaleus, och familjen Monstrillidae. Arten är reproducerande i Sverige.